# Liceo Literario Portugués
El Liceo Literário Português (en portugués: Liceu Literário Português) es una histórica institución educativa y filantrópica sin fines de lucro, fundada en 1868 por inmigrantes portugueses en Río de Janeiro, Brasil. Su sede se encuentra actualmente en Rua Senador Dantas, frente a Largo da Carioca, en el centro de la ciudad. Su lema es "Dios, Patria y Libertad".

## Historia
La historia del Liceo está relacionada con el Retiro Literario Portugués, sociedad literaria fundada en 1859 en Río de Janeiro, cuyos miembros se reunían regularmente para escuchar conferencias y leer. El 10 de septiembre de 1868, un grupo de 28 disidentes del Retiro, reunidos en la Rua da Saúde, decidió dejar la asociación anterior y fundar una nueva: el Liceo Literario Portugués (Liceu Literário Português). Al frente del grupo estaban Manuel de Faria y José João Martins de Pinho, futuro Conde de Alto Mearim. Inicialmente, el Liceo fue una sociedad literaria similar a Retiro hasta que, en 1869, por sugerencia del socio Francisco Baptista Marques Pinheiro, el Liceo se convirtió en una escuela nocturna para portugueses y brasileños. El objetivo de la institución era así difundir la cultura y ofrecer oportunidades educativas, especialmente a los jóvenes inmigrantes portugueses de la ciudad, que en general llegaban con poca educación al país, así como a los brasileños. En su primer año de funcionamiento, el Liceo atendió gratuitamente a 94 estudiantes en un edificio de la Rua dos Ourives.

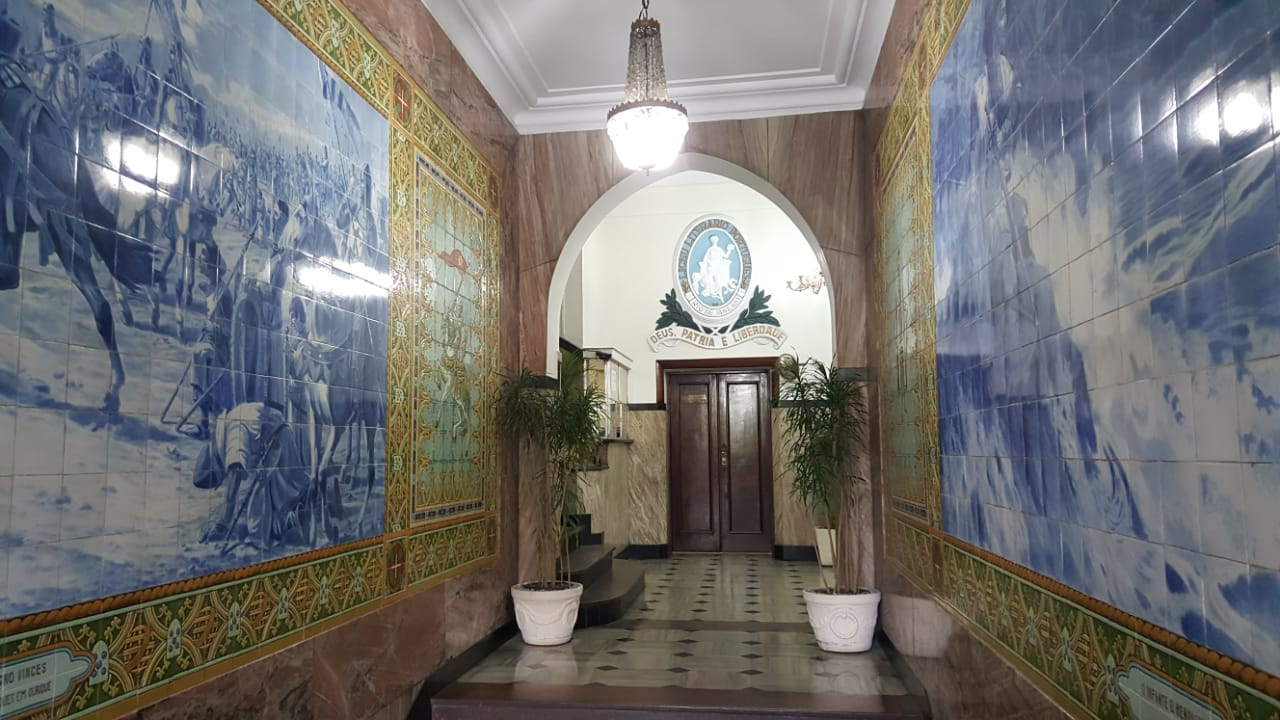
Entrada decorada con azulejos de Jorge Colaço.

El Liceo ha operado sucesivamente en varios lugares de la Rua da Carioca, Rua dos Ourives y Rua Sete de Setembro. En 1883, se compró un edificio en la Rua da Saúde (actualmente Travessa do Liceu), en Largo da Prainha, actualmente Plaza Mauá. La mansión histórica había pertenecido a Felipe Nery de Carvalho y allí había funcionado la Academia Naval. La inauguración de la nueva sede, tuvo lugar el 11 de junio de 1884, asistieron varios ministros y personalidades. Las instalaciones de iluminación de gas permitieron ofrecer cursos nocturnos, novedad en ese momento en Río de Janeiro. En la sede de la Rua da Saúde se impartieron cursos nocturnos gratuitos para la docencia de 1º y 2º grado durante 20 años, además de cursos gratuitos de astronomía y arte náutico. El propio Emperador Pedro II asistió a algunas de estas clases.
El 13 de diciembre de 2007 se inauguró el edificio del Centro Cultural, en Rua Pereira da Silva, 322, en Laranjeiras, donde comienza a funcionar el Instituto de Lengua Portuguesa.

## Edificio sede

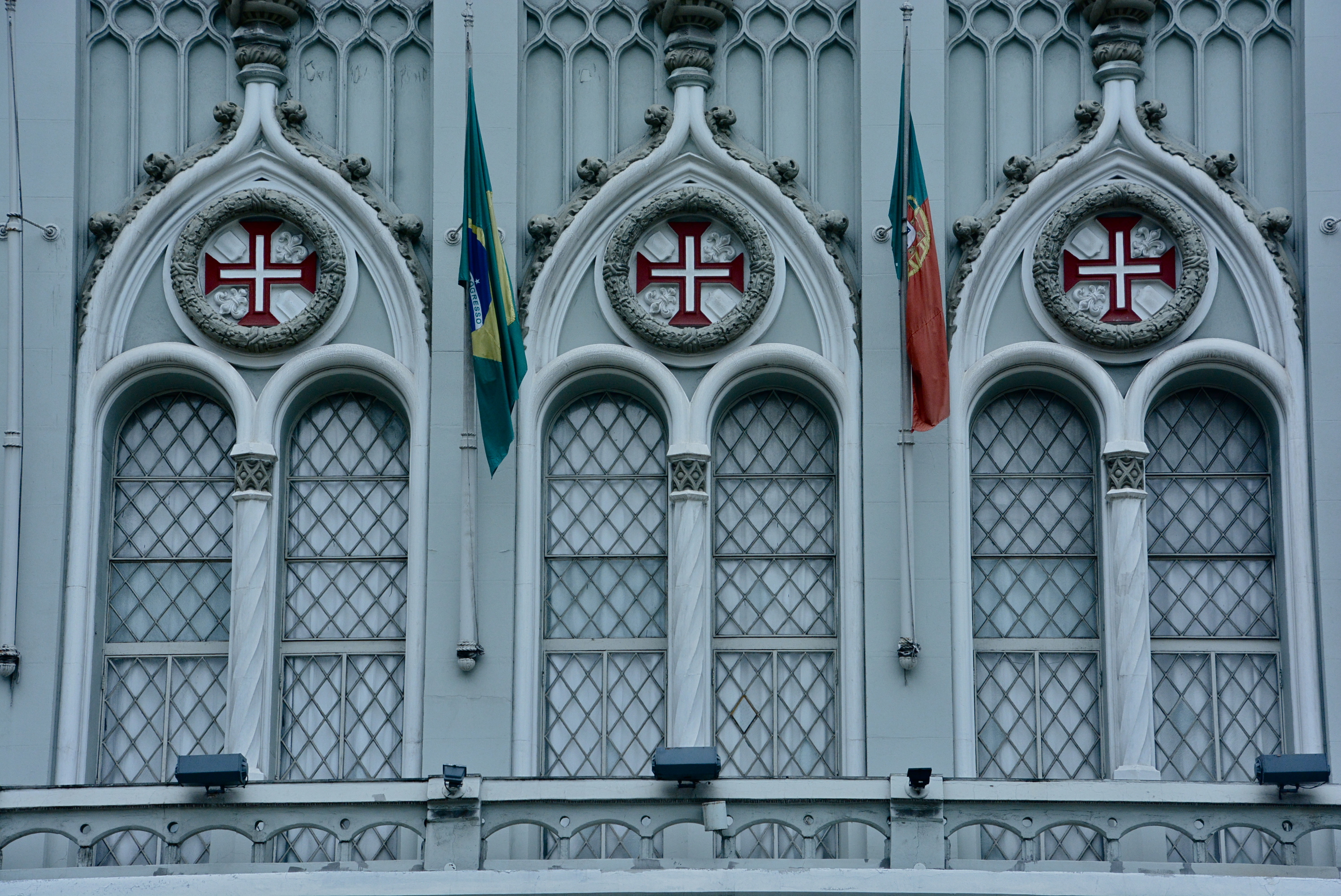
Detalle de las ventanas neomanuelinas de la fachada.

Para ampliar sus actividades, en 1912 se vendió el edificio de la Rua da Saúde y el Liceo, bajo la presidencia de Faustino de Sá e Gama, se trasladó a una nueva sede, ubicada en la Rua Senador Dantas, en Largo da Carioca. Sufrió un incendio en 1932, que llevó al presidente del Liceo, comandante José Raínho da Silva Carneiro, a impulsar la edificación de la actual sede, un edificio de nueve pisos de estilo neomanuelino, diseñado por el arquitecto Raúl Peña Firme. La inauguración tuvo lugar el 10 de septiembre de 1938.
El vestíbulo de entrada del edificio está decorado con grandes paneles de azulejos del artista portugués Jorge Colaço. Un panel representa al Rey Alfonso I de Portugal y la Batalla de Ourique, y el otro representa al Enrique el Navegante. También hay representaciones de navegantes, guerreros árabes y portugueses medievales. Un panel contiene la firma del artista y la leyenda "Lisboa, 30-7-1937".

## Actividades

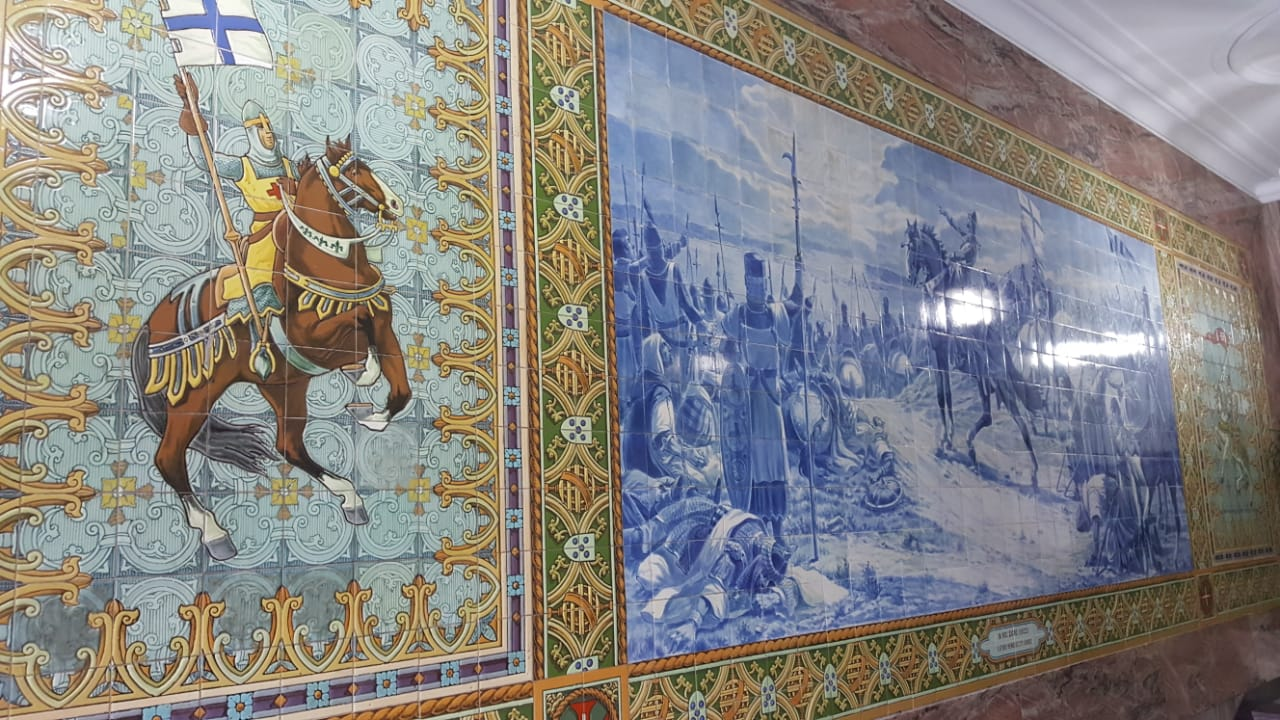
Azulejos de Jorge Colaço en el hall de entrada del Liceo.

El Liceo Literario Portugués es una entidad filantrópica sin ánimo de lucro cuyo objetivo es promover la enseñanza de la lengua portuguesa a través de cursos, seminarios, conferencias, publicación de libros y otras actividades. También fomenta el intercambio de académicos lusófonos y mantiene cursos de posgrado en materias relacionadas con el idioma.
El Centro de Estudios Luso-Brasileños, mantenido por el Liceo, tiene las siguientes unidades:
- Instituto de Lengua Portuguesa
- Instituto Luso-Brasileño de Historia
- Instituto Afrânio Peixoto de Estudios Portugueses
- Instituto Luso-Brasileño de Folklore

Además, el Liceo publica la revista semestral Confluência, dedicada a los estudios lingüísticos, en particular de la lengua portuguesa. Hoy la revista está dirigida por Evanildo Bechara y Ricardo Cavaliere.